# Hali Flickinger
Hali Flickinger (York, 7 de julho de 1994) é uma nadadora estadunidense, medalhista olímpica.

## Carreira

### Tóquio 2020
Formada pela Universidade da Geórgia, Flickinger conquistou a medalha de bronze nos Jogos Olímpicos de Verão de 2020 em Tóquio nas provas de 200 m borboleta feminino e 400 m medley feminino com as marcas de 2:05.65 e 4:34.90 respectivamente.

### 2022
Em 22 de junho, obteve a prata no 200 m borboleta do Campeonato Mundial de Esportes Aquáticos em Budapeste.
Em 14 de dezembro, alcançou o terceiro lugar na final do 4x200 m livre do Mundial em Piscina Curta em Melbourne. No dia seguinte, foi vice-campeã no 200 m borboleta do mesmo evento, ficando atrás apenas da compatriota Dakota Luther. Em 17 de dezembro, ainda em Melbourne, ganhou o ouro no 400 m medley.